# 903專業推介
903 專業推介是香港商業電台一個電台節目，由當奴主持，逢星期六上午11時至中午1時於商業二台播出。

## 節目內容
本節目是統計商業二台過去一週20首最高播放率華語歌曲，然後播出。每週結果將會影響各歌手之成績，然後決定年末的叱咤樂壇流行榜頒獎典禮內各個獎項誰屬。因節目以歌曲於商業二台節目之播放率決定流行榜上榜位置，透明度相對較高，然而頒獎典禮不同獎項的結果仍可能與根據實際播放率的表現有所出入。就此，樂迷出現相關差別的現象而感到不滿。

## 曾主持節目的主持
- 區新明（1988年3月27日第一代主持）
- 歐陽德勛（1994年第二代主持）
- 梁兆輝（1995年3月25日第三代主持）
- 卓韻芝
- 蔡冕麗（Mini）
- 黃君慧（Vani）
- 鄺月恆（Inti）
- 蘇耀宗（細So）
- 現任主持 - 唐劍康（Donald）

## 爭議
有網民發現張天賦主唱的歌曲〈記憶棉〉以及MC $oHo & KidNey主唱的歌曲〈Black Mirror〉於2021年第49週均在叱咤903播放了9次，在該週公佈的榜單中並未見該兩首歌曲，但比該兩首歌曲播放率更低的作品卻依然留在榜內。引起網民不滿。

## 外部連結
- 歷屆中文歌曲擂台獎得獎名單 (79-86年)（页面存档备份，存于）
- 903專業推介節目重溫 （页面存档备份，存于）

| 前一節目： 西加航空 | 叱咤903商業二台節目 星期六上午11時至中午1時 | 下一節目： 咪芝蓮 |